# Carneodon laevis
Carneodon laevis är en skalbaggsart som beskrevs av Hermann Burmeister 1847. Carneodon laevis ingår i släktet Carneodon och familjen Dynastidae. Inga underarter finns listade.